# 大坪镇 (麻栗坡县)
大坪镇，是中华人民共和国云南省文山壮族苗族自治州麻栗坡县下辖的一个乡镇级行政单位。

## 行政区划
大坪镇下辖以下地区：
大坪村、马达村、新地房村、阿老村、大石洞村、上凉水井村、高笕梁村、瓦渣村和戈令村。